# 南河堀町
南河堀町（みなみかわほりちょう）は、大阪府大阪市天王寺区にある町名。丁番を持たない単独町名である。

## 地理
天王寺区の南東部に位置し、東に大道、西に悲田院町、北に北河堀町、南に阿倍野区松崎町および天王寺町北と接している。

## 世帯数と人口
2019年（平成31年）3月31日現在の世帯数と人口は以下の通りである。
| 町丁     | 世帯数  | 人口    |
| -------- | ------- | ------- |
| 南河堀町 | 669世帯 | 1,045人 |

### 人口の変遷
国勢調査による人口の推移。
| 1995年（平成7年）  | 882人   | [ 5 ] |  |
| 2000年（平成12年） | 793人   | [ 6 ] |  |
| 2005年（平成17年） | 942人   | [ 7 ] |  |
| 2010年（平成22年） | 1,069人 | [ 8 ] |  |
| 2015年（平成27年） | 1,025人 | [ 9 ] |  |

### 世帯数の変遷
国勢調査による世帯数の推移。
| 1995年（平成7年）  | 405世帯 | [ 5 ] |  |
| 2000年（平成12年） | 388世帯 | [ 6 ] |  |
| 2005年（平成17年） | 552世帯 | [ 7 ] |  |
| 2010年（平成22年） | 663世帯 | [ 8 ] |  |
| 2015年（平成27年） | 637世帯 | [ 9 ] |  |

## 事業所
2016年（平成28年）現在の経済センサス調査による事業所数と従業員数は以下の通りである。
| 町丁     | 事業所数 | 従業員数 |
| -------- | -------- | -------- |
| 南河堀町 | 81事業所 | 1,162人  |

## 交通
- 大阪府道28号大阪高石線（天王寺バイパス）
- 玉造筋

## 施設
- 大阪教育大学（天王寺キャンパス）
- 大阪教育大学附属高等学校天王寺校舎
- 大阪教育大学附属天王寺中学校
- 大阪府医師会看護専門学校

## ゆかりのある人物
- 宮崎武吉（弁護士、税理士） - 住所が南河堀町[11]。

## その他

### 日本郵便
- 〒543-0054[3]（集配局：天王寺郵便局[12]）